# Meienegg
Die Siedlung Meienegg ist eine 1949–1955 von Hans und Gret Reinhard errichtete Mehrfamilienhaussiedlung im statistischen Bezirk Stöckacker im Berner Stadtteil VI, Bümpliz-Oberbottigen. Sie war die erste genossenschaftlich finanzierte Mehrfamilienhaussiedlung Berns und beinhaltet heute noch die ersten siedlungseigenen Alterswohnungen der Stadt.
Die Siedlung markiert nicht nur das Ende der Reihenfamilienhaussiedlung mit ihrem kollektiv genutzten Aussenraum und den locker verteilten Gebäuden, sondern sie gilt auch Prototyp für Großüberbauungen.

## Baugeschichte und Baubeschreibung
Die Siedlung Meienegg wurde kurz nach der Siedlung Stöckacker, der ersten mit städtischen Mitteln finanzierten Mehrfamilienhaussiedlung Berns (2013 abgebrochen), für die Familienbaugenossenschaft (heute FAMBAU Genossenschaft) erbaut. Mit dem Bau von drei- und mehrgeschossigen Mehrfamilienhäusern, zu grösseren Siedlungseinheiten zusammengestellt, versuchte man, dem explosionsartigen Bevölkerungswachstum nach dem Zweiten Weltkrieg und der damit einhergehenden Wohnungsknappheit zu begegnen.

### Die Gebäude

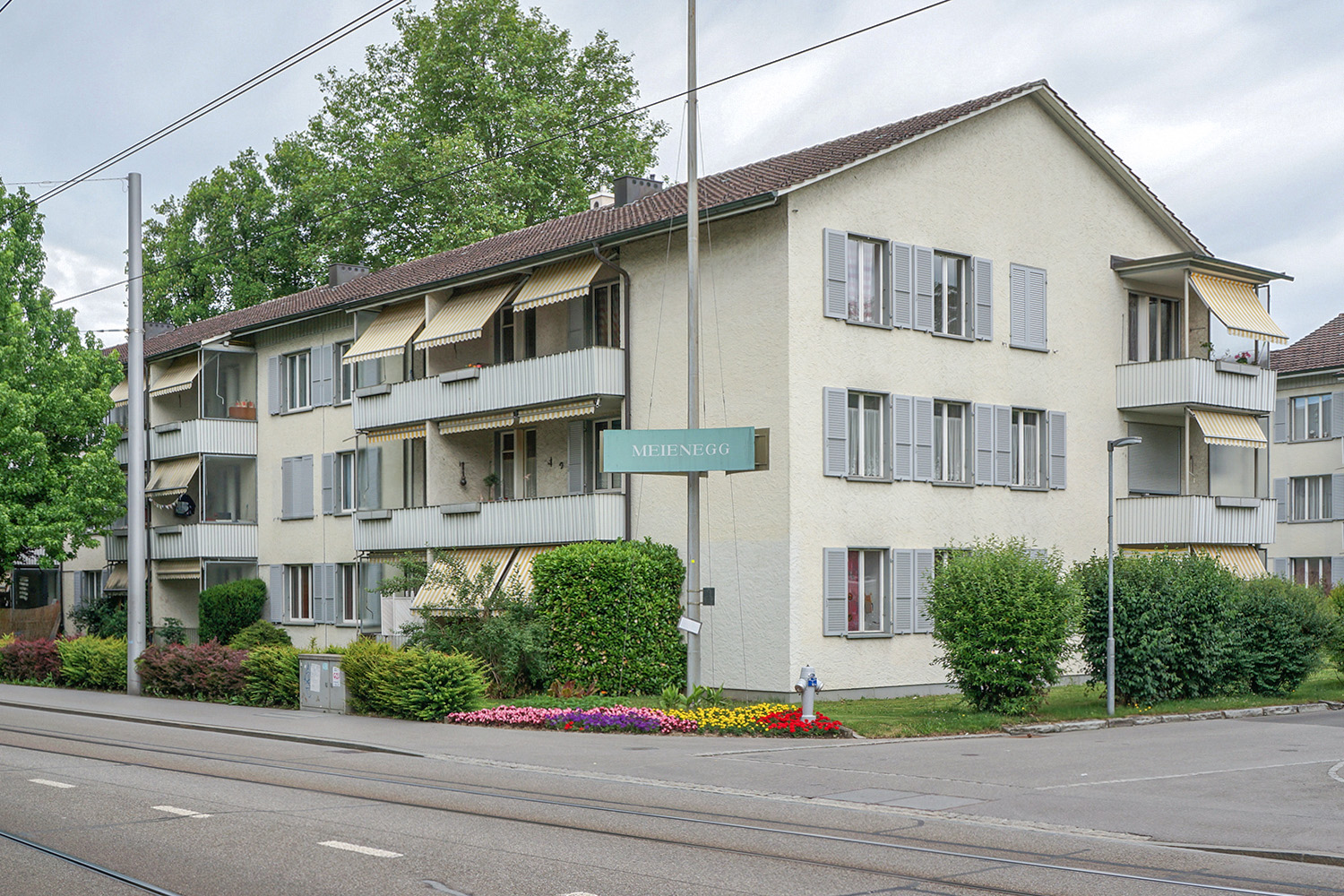
Mehrfamilienhaus am Eingang zur Siedlung Meienegg

Die zehn Mehrfamilienhäuser der Meienegg sind drei- bis viergeschossig, unterkellert und haben ein Satteldach. Im Grundriss sind sie mit ihren Zwei- bis Vierzimmerwohnungen den Ideen der klassischen Moderne verpflichtet, in der architektonischen Ausformung hingegen zeigen sie Elemente des Landistils wie z. B. das Satteldach, Blumen- und Sprossenfenster mit Jalousieläden oder Holzspaliere an den Eingangsfassaden. Die Gebäude weisen bis heute einen grossen Anteil bauzeitlicher Substanz und viele originale Ausstattungselemente, wie z. B. die Treppenhäuser, Eingänge mit Vordach und Haustür, Fenster und Wohnungstüren mitsamt Beschlägen, auf. Im Innern der verhältnismässig kleinen Wohnungen sind die einzelnen Räume aus Platzgründen nicht nur durch Wände ausgebildet; der Eingangsbereich und das Wohnzimmer etwa wurden durch ein transparentes Metallgitter miteinander verbunden und dienen gemeinsam als zentrale Erschliessung der Zimmer. So konnte auf reine Verkehrsflächen wie z. B. Korridore verzichtet werden. Neben einem Kindergarten im Zentrum der Anlage und zwei Verkaufsläden im Osten wurden im Westen der Meienegg zwei zusätzliche Blocks als Laubenganghäuser mit Alterswohnungen realisiert, die es älteren oder verwitweten Bewohnerinnen und Bewohnern ermöglichen sollten, auch im Alter in ihrer Siedlung zu bleiben.

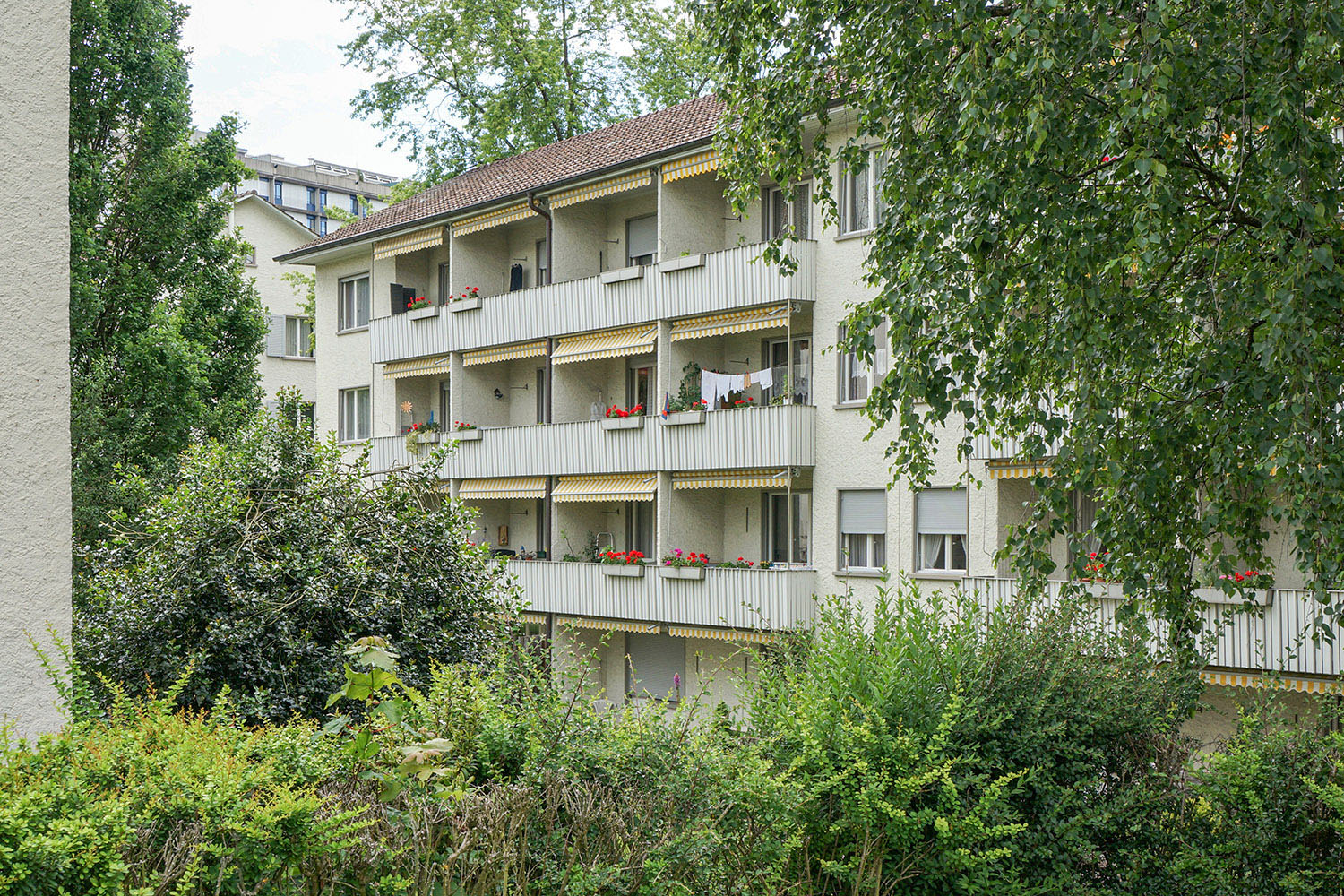
Siedlung Meienegg, Block mit Einzimmer-Alterswohnungen

### Der Aussenraum

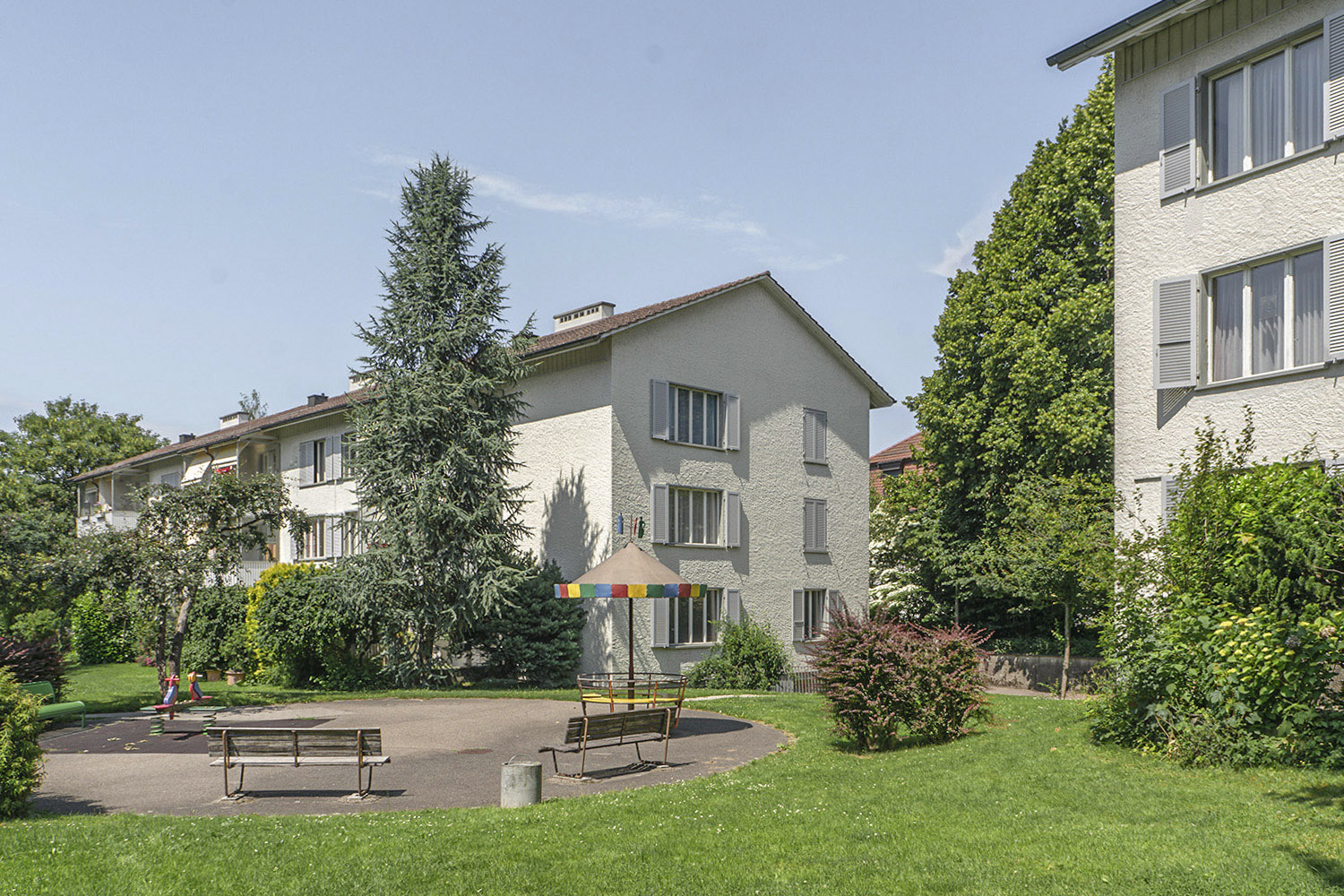
Siedlung Meienegg, Aussenraum mit Kinderspielplatz

Die Gebäude der Meienegg sind in einen weitläufigen Landschaftspark eingebettet. Im Gegensatz zu den Zwischenkriegsbauten, wie z. B. der Siedlung Bethlehemacker I, orientieren sie sich nicht mehr zur Strasse hin. Stattdessen erschliesst ein Wegsystem vom zentralen «Dorfplatz» (einem Wendeplatz) aus die einzelnen Gebäude. Kleine, unterschiedlich ausformulierte Freiflächen, Haine, Nischen, Spiel- und Grillplätze dienen als Begegnungsorte innerhalb der Siedlung. Dieses in der Meienegg erstmals in einer Berner Wohnsiedlung realisierte Konzept des gemeinschaftlichen Aussenraums mit Dorfcharakter wurde später in allen Bümplizer Grossüberbauungen von Hans und Gret Reinhard, wie z. B. dem Tscharnergut, weitergeführt.

## Die Meienegg als Denkmalschutzobjekt
Im Bundesinventar der schützenswerten Ortsbilder der Schweiz von nationaler Bedeutung (ISOS) ist die Meienegg als Baugruppe B 8.6 der Kategorie A («Mehrheit der Bauten und Räume mit ursprünglicher Substanz») bezeichnet und mit dem Erhaltensziel A («Erhalten der Substanz, Abbruchverbot, keine Neubauten, Detailvorschriften für Veränderungen») belegt. Die Denkmalpflege der Stadt Bern führt die Siedlung im Bauinventar als «erhaltenswertes Objekt», während die Eidgenössische Kommission für Denkmalpflege empfiehlt, die Siedlung als «schützenswert» einzustufen.

### Pläne zum Abbruch und Ersatzneubau 2019
Gemäss einer Medienmitteilung vom 13. Mai 2019 beabsichtigt der Berner Gemeinderat, «zwei Drittel bis drei Viertel der Siedlung Meienegg kurz- bis mittelfristig durch Neubauten» zu ersetzen. Zu diesem Zweck hat er mit der Eigentümerin, der FAMBAU Genossenschaft eine Planungsvereinbarung im Hinblick auf den anstehenden Projektwettbewerb unterzeichnet. Der Berner Heimatschutz fordert hingegen gemäss einer Medienmitteilung vom 6. September 2019 den Abbruch des Planungsverfahrens, der Schweizer Heimatschutz hat die Meienegg auf die Rote Liste bedrohter Denkmäler gesetzt.